# Därligen
Därligen – gmina (niem. Einwohnergemeinde) w Szwajcarii, w kantonie Berno, w regionie administracyjnym Oberland, w okręgu Interlaken-Oberhasli. Leży w Berner Oberland, nad jeziorem Thunersee.

## Demografia
W Därligen mieszka 415 osób. W 2020 roku 14,9% populacji gminy stanowiły osoby urodzone poza Szwajcarią.

## Transport
Przez teren gminy przebiegają drogi główne nr 6 i nr 11.